# Championnat d'Ouzbékistan de football 2024
Navigation
Édition précédente Édition suivante
Le championnat d'Ouzbékistan de football 2024 est la 33e édition. Il oppose les quatorze meilleurs clubs ouzbèkes en une série de vingt-six rencontres.
Le meilleur de ce championnat se qualifie pour la Ligue des champions Élite de l'AFC et le vainqueur de la coupe nationale pour la Ligue des champions 2 de l'AFC.
Le Pakhtakor Tachkent est le tenant du titre.

## Les clubs participants
Les 12 premiers de la O'zbekiston Superligasi 2023, les deux premiers de la Uzbekistan Pro Liga. 
Les 14 équipes participantes sont :
- Pakhtakor Tachkent - Tenant du titre
- Navbahor Namangan
- Nasaf Qarshi
- FK AGMK
- Qizilqum Zarafshon
- Olimpic Tachkent
- Sogdiana Jizzakh
- FK Bunyodkor
- Neftchi Ferghana
- Metallurg Bekabad
- Surkhon Termez
- FK Andijan
- Lokomotiv Tachkent - Promu
- Dinamo Samarqand - Promu

### Localisation des clubs
| \| Pakhtakor Tachkent Olimpic Tachkent FK Bunyodkor Namangan Nasaf Qarshi FK AGMK Qizilqum Zarafshon Sogdiana Jizzakh Neftchi Metallurg Bekabad Surkhon Termez Andijan FK Boukhara \| Localisation des clubs engagés dans le championnat. |
| Pakhtakor Tachkent Olimpic Tachkent FK Bunyodkor Namangan Nasaf Qarshi FK AGMK Qizilqum Zarafshon Sogdiana Jizzakh Neftchi Metallurg Bekabad Surkhon Termez Andijan FK Boukhara                                                           |

## Compétition

### Classement
| Rang | Équipe               | Pts | J  | G  | N  | P  | Bp | Bc | Diff |
| ---- | -------------------- | --- | -- | -- | -- | -- | -- | -- | ---- |
| 1    | Nasaf Qarshi         | 52  | 26 | 15 | 7  | 4  | 35 | 18 | +17  |
| 2    | FK AGMK              | 47  | 26 | 14 | 5  | 7  | 40 | 29 | +11  |
| 3    | Navbahor Namangan    | 43  | 26 | 11 | 10 | 5  | 42 | 31 | +11  |
| 4    | Sogdiana Jizzakh     | 43  | 26 | 12 | 7  | 7  | 41 | 29 | +12  |
| 5    | Neftchi Ferghana     | 43  | 26 | 11 | 10 | 5  | 32 | 24 | +8   |
| 6    | Pakhtakor Tachkent T | 38  | 26 | 11 | 5  | 10 | 42 | 37 | +5   |
| 7    | Surkhon Termez       | 36  | 26 | 10 | 6  | 10 | 30 | 31 | -1   |
| 8    | Dinamo Samarqand P   | 32  | 26 | 9  | 5  | 12 | 35 | 38 | -3   |
| 9    | PFK Andijan C        | 30  | 26 | 6  | 12 | 8  | 36 | 36 | 0    |
| 10   | FK Bunyodkor         | 30  | 26 | 7  | 9  | 10 | 27 | 38 | -11  |
| 11   | Qizilqum Zarafshon   | 27  | 26 | 6  | 9  | 11 | 25 | 34 | -9   |
| 12   | Olimpic Tachkent     | 25  | 26 | 6  | 7  | 13 | 22 | 38 | -16  |
| 13   | Metallurg Bekabad    | 23  | 26 | 3  | 14 | 9  | 22 | 30 | -8   |
| 14   | Lokomotiv Tachkent P | 21  | 26 | 5  | 6  | 15 | 28 | 44 | -16  |

Ligue des champions Élite 2025-2026
- 1er : phase de groupes

Ligue des champions 2 2025-2026
- 2e : phase de groupes

Relégation en deuxième division
- 13e et 14e : relégation directe

Abréviations
- T : Tenant du titre
- C : Vainqueur de la Coupe d'Ouzbékistan 2024
- S : Vainqueur de la Supercoupe d'Ouzbékistan 2024
- P : Promu de deuxième division 2023

### Barrages de promotion/relégation
La prochaine saison le championnat passe à 16 participants, les deux premiers de deuxième division sont promus directement, les 3e et 4e rencontrent les 12e et 13e de la première division dans un tournoi pour déterminer trois autres promus.
Le 4 décembre 2024, le FC Kokand 1912 (D2) gagne 2-1 contre Metallurg Bekabad, le club de deuxième division est promu.
Le même jour, le PFK Shurtan Guzar (D2) gagne 1-0 contre Olimpic Tachkent, le club de deuxième division est promu.
Les deux perdants s'affrontent le 9 décembre 2024 pour déterminer le dernier promu, le Metallurg Bekabad gagne 2-1 et se maintient en première division, l' Olimpic Tachkent est relégué.